# Ruta Provincial 126 (Corrientes)
La Ruta Provincial 126 es una carretera parcialmente pavimentada de 222 km de extensión en el extremo sur de la provincia de Corrientes, Argentina, entre el paraje Guayquiraró y la pequeña población de Bonpland. El tramo de 148 km al este de Sauce tiene pavimento mientras que el resto es un camino de tierra.
Entre los años 1935 y 1979 esta carretera formó parte de la Ruta Nacional 126.

## Recorrido
A continuación se indican las localidades con más de 500 habitantes por las que pasa esta carretera. Las poblaciones entre 500 y 5000 habitantes se indican en itálica.
- Departamento Esquina: Pueblo Libertador.
- Departamento Sauce: Sauce.
- Departamento Curuzú Cuatiá: Acceso a Cazadores Correntinos y Curuzú Cuatiá.
- Departamento Paso de los Libres: Bonpland.